# Mafia (musikalbum)
Mafia utkom den 8 mars 2005 och är det sjätte studioalbumet av heavy metal-bandet Black Label Society.

## Låtlista
1. "Fire It Up" - 5:02
2. "What's in You" - 3:02
3. "Suicide Messiah" - 5:49
4. "Forever Down" - 3:41
5. "In This River" - 3:54 (låt till minne av Dimebag Darrell (1966-2004))
6. "You Must Be Blind" - 3:29
7. "Death March" - 3:07
8. "Dr. Octavia" - 0:52
9. "Say What You Will" - 3:49
10. "Too Tough to Die" - 2:52
11. "Electric Hellfire" - 2:30
12. "Spread Your Wings" - 4:11
13. "Been a Long Time" - 3:09
14. "Dirt on the Grave" - 2:47
15. "I Never Dreamed" (Lynyrd Skynyrd-cover, bonusspår) - 6:08

## Medverkande
- Nick "ET" Catanese - gitarr
- Barry Conley - synthesizer, minimoog, piano, mixning
- James LoMenzo - elbas, sång
- Eddie Mapp - mixning, minimoog
- Stephen Marcussen - mastering
- Craig Nunenmacher - trummor, shaker
- Zakk Wylde - elbas, gitarr, piano, sång